# Desmoncus isthmius
Desmoncus isthmius är en enhjärtbladig växtart som beskrevs av Liberty Hyde Bailey. Desmoncus isthmius ingår i släktet Desmoncus och familjen Arecaceae. Inga underarter finns listade i Catalogue of Life.